# Jack Harper (voetballer)
Jack Harper (Málaga, 28 februari 1996) is een Schots-Spaans voetballer. Harper is een aanvaller.

## Clubcarrière

### Jeugd
Harper werd geboren in Málaga als zoon van Schotse ouders. Hij groeide op in Fuengirola. Op dertienjarige leeftijd trok hij naar Real Madrid, waar hij zes jaar in de jeugd speelde. In 2014 verlengde hij er nog zijn contract, maar toen de club hem een jaar later wilde uitlenen koos Harper voor een definitief vertrek. Van Real Madrid trok hij naar Brighton & Hove Albion. 

### Málaga CF
In januari 2017 haalde Málaga CF hem terug naar Spanje. Harper werd eerst anderhalf jaar ondergebracht bij Atlético Malagueño, het tweede elftal van de club in de Tercera División. Met dank aan Harpers doelpunten eindigde de club tweemaal op rij eerste in haar groep. In 2018 promoveerde de club naar de Segunda División B nadat het de dubbele confrontatie tegen Yeclano Deportivo won op uitdoelpunten. Harper stroomde daarop door naar het eerste elftal van Málaga, dat net naar de Segunda División A was gezakt. Hij maakte op 18 augustus 2018 zijn debuut tegen CD Lugo op de openingsspeeldag. Zijn eerste doelpunt voor het A-elftal van Málaga scoorde hij op de derde speeldag in de 0-1-zege tegen UD Almería. Ook zijn overige competitiedoelpunten leverden steeds puntenwinst op: hij scoorde in de 1-0-zege tegen Rayo Majadahonda, in de 1-2-zege tegen RCD Mallorca en in de 2-1-zege tegen CD Lugo.

### Getafe CF
Na één seizoen in het eerste elftal van Málaga stapte Harper over naar Getafe CF. Hij ondertekende een contract voor vijf seizoenen bij de Spaanse eersteklasser.  Op 10 augustus 2019 werd hij uitgeleend aan AD Alcorcón, een ploeg uit de Segunda División A.  Zijn uitleenbeurt werd geen groot succes, want hij bleef scoreloos tijdens dertien wedstrijden.  
Op 5 oktober 2020 volgde een volgende uitleenbeurt aan FC Cartagena, een nieuwkomer uit de Segunda División A.  Ook daar zou hij tijdens de heenronde zes keer in competitie en een keer in de beker in actie komen, maar niet tot scoren toekomen.  Tijdens de winterstop versterkte de ploeg zich, waarop zijn uitleenbeurt op 31 januari 2021 vroegtijdig werd beëindigd. Op 1 februari 2021 werd hij tot aan het einde van het seizoen uitgeleend aan Villarreal CF B.  Het contract bevatte ook een aankoopoptie, maar deze werd niet gelicht.
In het seizoen 2021/22 volgde een uitleenbeurt aan Racing Santander, een ploeg uit de Primera División RFEF. Zijn eerste doelpunt scoorde hij op 31 oktober 2021 in de uitwedstrijd tegen Real Unión: hij viel tijdens de zeven laatste minuten van de wedstrijd in en legde in de 85ste minuut de 1-2-eindscore vast. Ook deze uitleenbeurt werd geen groot succes. Harper speelde weliswaar zeventien wedstrijden in de Primera División RFEF, waarin hij tweemaal scoorde, maar slechts één keer mocht hij aan een wedstrijd beginnen: op de negentiende competitiespeeldag mocht hij tegen SD Logroñés starten en werd hij na een uur gewisseld.
Ook tijdens het seizoen 2022/23 werd de speler uitgeleend.  Deze keer aan Hércules CF, een ploeg uit de Segunda División RFEF.  Ook daar kon hij zich niet als basisspeler opdringen.  Hij keerde op het einde van het seizoen naar Getafe terug, waar zijn contract in onderling overleg ontbonden werd.

### Marbella FC
Vanaf seizoen 2023-2024 tekende hij een éénjarig contract bij Marbella FC, die net naar de Segunda Federación gepromoveerd was.  De ploeg speelde weer een goed seizoen en eindigde derde en kon zich zo voor de eindronde plaatsen.  Daarin dwong zij de promotie af nadat ze achtereenvolgens Getafe CF B en UD Logroñés uitschakelden.  Jack scoorde 5 doelpunten uit 23 wedstrijden.

## Interlandcarrière
Hoewel Harper in Spanje opgroeide, koos hij voor de Schotse jeugdelftallen.